# Raketa mena
Raketa mena es una película del año 2007.

## Sinopsis
En la costa del Androv, la región más austral de Madagascar, las condiciones meteorológicas no permiten que los pescadores puedan echarse a menudo a la mar. Las dunas avanzan a diario sobre las tierras cultivables. Pero eso no es lo peor. La población carece del medio más elemental, el agua. Para calmar la sed y el hambre, varios pueblos se alimentan de “raketa mena”, un cactus que ostenta el encantador nombre científico de Opuntia Stricta. Pero este cactus es una planta invasora que deseca la tierra. ¿Qué solución puede haber?

## Premios
- Ciné Sud de Cozès 2007